# フィリス・シュラフリー

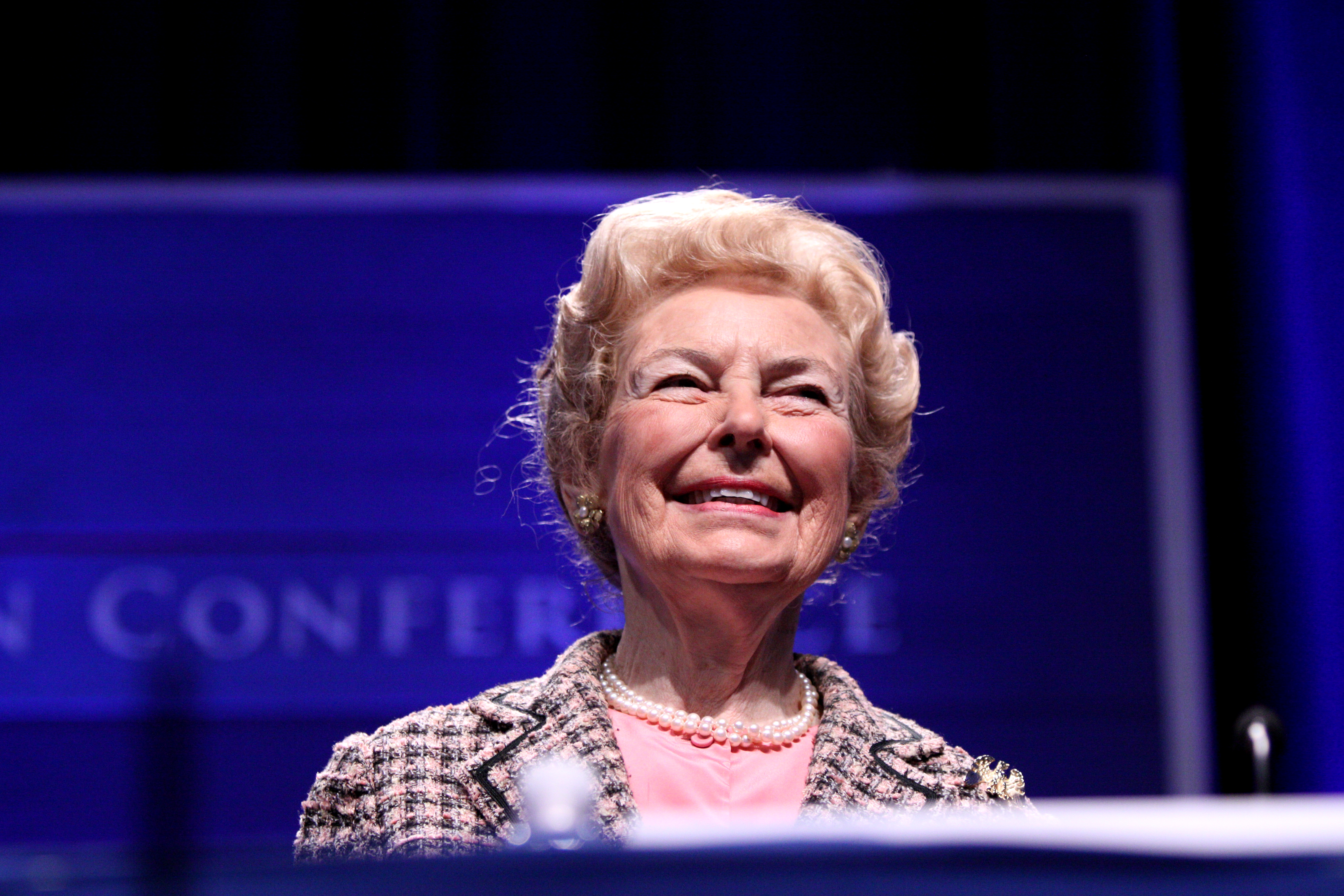
保守政治活動協議会全米大会で演説するシュラフリー（2011年）

フィリス・シュラフリー（Phyllis McAlpin Stewart Schlafly、1924年8月15日 - 2016年9月5日）は、アメリカ合衆国の憲法学者、保守派積極行動主義者、作家、Eagle Forum 創設者。現代フェミニズムに反対の立場を取り、男女平等憲法修正条項に反対するキャンペーンで知られる。1964年、自費出版の著書『A Choice, Not An Echo 』を自宅のあるイリノイ州オールトンで発行し、彼女が生まれたミズーリ州セントルイスからミシシッピ川を越えた。Pere Marquette Publishers を設立。軍事関連の書籍を共著し、ソビエト連邦との協定の軍備管理を高く批判。
1967年から『Phyllis Schlafly Report 』を発行し、1970年代にEagle Forum 、セントルイスにEagle Forum Education & Legal Defense Fund を創立。講演やロビイングなどを積極的に行なっていた。

## 家族
1851年、長老派教会の曽祖父スチュワートはスコットランドからニューヨーク州に渡米し、カナダを通り西へ移動しミシガン州に定住した。祖父アンドリュー・F・スチュワートはチェサピーク・アンド・オハイオ鉄道の熟練工であった。父ジョン・ブルース・スチュアートはウェスチングハウス・エレクトリックに勤務した経験のある機械工で、1944年にロータリーエンジンの特許を取得した。母親は弁護士アーネスト・C・ドッジの娘であった。大学から大学院に進み、セントルイスのホスター・ホール私立女子学校の教師となった。
フィリスの夫は弁護士のジョン・フレッド・シュラフリー・ジュニアはセントルイスの裕福な家庭の出身であった。彼の祖父オーガストは1854年スイスがら移住してきた。1876年、彼の兄が地元の実業家の娘キャサリン・ハバートと結婚。その直後、兄弟達は食料雑貨類、ウェッジウッドによるQueensware、金物類、農業用具を扱うSchlafly Bros. を創立。後に事業を売却し、銀行業および他の有益な事業に集中することにした。
1949年10月20日、フィリスと弁護士のジョン・フレッド・シュラフリー・ジュニアは結婚し、1993年に彼が亡くなるまでその婚姻関係は続いた。イリノイ州オールトンに転居し、ジョン、ブルース、ロジャー、ライザ、アンドリュー、アンの6人の子供をもうけた。1992年、長男ジョンは『Queer Week 』誌によりゲイであるとアウティングされた。シュラフリーはジョンがゲイであると知っていたが、彼は母親の見解を受け入れていた。アンドリューはウィキペディアが自由主義に偏向していることを危惧し、保守的なオープンソースの百科事典コンサヴァペディアを創立した。シュラフリーはセントルイス・ブリュワリー創業者トーマス・シュラフリーの義理のおばでもある。『The Flipside of Feminism: What Conservative Women Know — and Men Can't Say 』の共著者である保守的反フェミニスト作家のスザンヌ・ヴェンカーは姪。

## 生い立ち
カトリック教会の洗礼名フィリス・マカルピン・スチュワートはミズーリ州セントルイスで生まれ育った。ウェスチングハウスの機械工だった父親は世界恐慌の真っ只中だった1932年に職を失い第二次世界大戦まで失業していた。弁護士の娘だった母親も実家の法律事務所が不振に陥り、一家の家計は母親が教師と図書館司書で勤務することで賄った。この家庭環境の中で、フィリスはカトリック女子校に進学した。
シュラフリーは大学に早く進学し、しばらくモデルとして働いた。1944年、セントルイス・ワシントン大学から文学士号Phi Beta Kappa を得た。1945年、マサチューセッツ州ケンブリッジのラドクリフ大学から政治学修士号を受けた。1966年、彼女の著書『Strike From Space 』で彼女は第二次世界大戦中「弾道射撃手および世界最大の弾薬工場の技術者」として働いた経験があると記した。1978年、セントルイスのワシントン大学法学部で法務博士号を受けた。

## 積極行動主義および政治的努力
1946年、アメリカン・エンタープライズ研究所の研究員となり、クラウド・I・ベイクウエルのアメリカ合衆国下院選挙キャンペーンに参加し彼は当選となった。
1952年、イリノイ州の大多数が民主党を占める下院第24選挙区で共和党連邦議会議員に立候補したが、民主党チャールズ・メルヴィン・プライスに敗れた。彼女のキャンペーンは低予算で主に地元の活字媒体に向けられ、ジョン・M・オリンやスペンサー・トゥルマン・オリンなどの地元企業家やテキサス州の石油王H・L・ハントなどが彼女のキャンペーンを支援した。この年初めて共和党全国大会に参加し、以降毎回参加し続けている。1952年の共和党全国大会のイリノイ代表の1人として1952年アメリカ合衆国大統領選挙の共和党の指名候補者であったロバート・タフトを支持。1960年の共和党全国大会でニューヨーク・タイムズに掲載されたリチャード・ニクソンの「against segregation and discrimination (人種差別および差別的待遇に反対する)」というスタンスに反対し、いわゆる「道徳的保守派」の者達を率いて抵抗した。
1964年アメリカ合衆国大統領選挙に立候補したバリー・ゴールドウォーターを支持する内容の自費出版の彼女の著書『A Choice, Not an Echo 』が何百万冊も売り上げたことで全米の注目を浴びた。この著書の中で彼女は北東部のロックフェラー・リパブリカンを非難し、汚職やグローバリズムを糾弾した。評論家は共和党を統制する「実力者達の秘密」の陰謀とした。
1967年、共和党女性連合の会長選でカリフォルニア州の穏健派候補グラディス・オドネルに少しの差で負けた。共和党女性連合の会長職を辞し、後のアメリカ合衆国財務官となるデラウェア州のドロシー・エルストンはシュラフリーとは反対の立場と取っていた。
ジョン・バーチ・ソサエティに参加したが、主な共産党員が国を脅かす物は内部よりも外部にあると考えたために脱退。1970年、イリノイ州のアメリカ合衆国下院議員選で民主党の現職議員ジョージ・E・シプリーに負けた。

### 男女平等憲法修正条項への反対

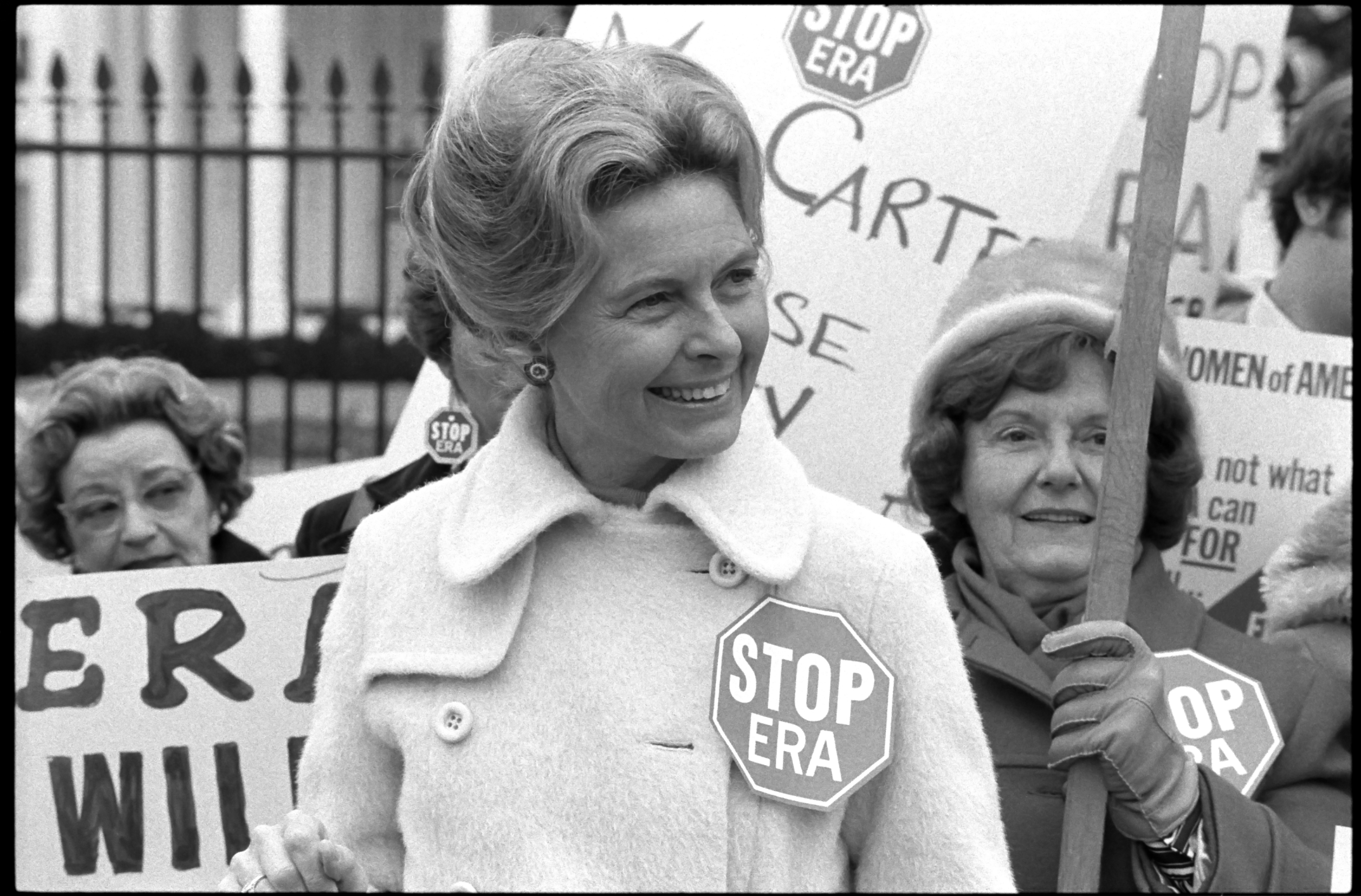
「STOP ERA」キャンペーンにて

1970年代、STOP ERA キャンペーンの主催者として男女平等憲法修正条項(ERA)に対してあからさまに反対の立場を取った。この場合の"STOP" は"Stop Taking Our Privileges" (私達の特権を取り上げるな)の頭文字である。社会保障制度の「扶養妻」の恩恵、徴兵登録の免除などを含む女性としての性差における特権をERAが取り上げることに異議を唱えた。
1972年、彼女がERAに反対し始めた頃、承認必要数38州に対し28州のみを獲得しており、承認には遠かった。彼女のキャンペーン後、5州がERAに承認したが、5州が承認を撤回。インディアナ州上院議員ウエイン・タウンセンドが承認の同点を破りインディアナ州はERAを承認。シュラフリーは「the ERA would lead to women being drafted by the military and to public unisex bathrooms. (ERAは女性を徴兵し、男女兼用公衆トイレを作るつもりなのか)」と異議を唱えた。全米女性機構(NOW)とERAアメリカ連合などの団体にも反対した。シュラフリーのSTOP ERA キャンペーンに反対するHomemakers' Equal Rights Association (主婦平等権利協会)が組織された。
ERAは承認必要数38州のところ35州(撤回された5州を差し引くと30州)の僅差で敗退した。
シュラフリーの評論家は彼女の主張する平等権反対意見と職業婦人としての彼女の矛盾を指摘。グロリア・スタイネムや作家のPia de Solenni などはシュラフリーが弁護士、月刊誌の編集者、反リベラル団体のレギュラー・スピーカー、政治活動家であるのに、シュラフリーは専業主婦および母親の支援者であるようにしていることへの皮肉を記している。シュラフリーの著書『Feminist Fantasies 』のレビューでde Solenni は「シュラフリーの考察は矛盾している。彼女は家族とキャリア、全てを持っている。そして彼女は彼女のために全てを与えようとしている者達と戦っている。妻であり母であり夫と共に働くことが彼女の目標であって、他の女性達やその家族を助けることが目標ではない」と記した。

### 放送媒体
1973年から1975年までラジオ局WBBM 、1974年から1975年まで『CBSモーニングニュース』、1980年から1985年までCNNの番組に解説者として出演。1983年、ラジオで毎日3分間の解説を始め、1989年、毎週のラジオ・トーク番組『Eagle Forum Live 』の司会を始めた。

## 見解

### 女性としての論点
1978年、『タイム』誌で「夫は私が家をあけすぎると思っているため何度か講演を断ったことがある」と語った。
2007年3月、ベイツ大学での講演で「結婚すれば女性は性交を承認したことと同等であり、それをレイプとは呼べないと思う」と語った。
2006年3月、『ニューヨーク・タイムズ』のインタビューで、20世紀後期、洗濯乾燥機や紙おむつなどの発展による家事の省力化で女性の生活は向上したと語った。
ロー対ウェイド事件について「合衆国最高裁判所史上最悪の決定」とし、「何百万もの胎児を殺すことである」と語った。
2007年3月28日の『ワシントン・ポスト』紙の『New Drive Afoot to Pass Equal Rights Amendment (新男女平等憲法修正条項)』の記事によるとシュラフリーは頓挫した男女平等憲法修正条項の新版を検討中で「現在彼女は議決は強制的に同性結婚を推進し、専業主婦や未亡人への社会保障制度の恩恵を断絶させると立法者に警告する」。

### 国際連合と諸外国との関係
1945年、彼女が大学生の頃、国際連合が創立されたことを歓迎していた。しかしながら数年後、彼女は国際連合に失望。1995年の国際連合50周年について彼女は「祝典ではなく追悼式。愚かな希望、不愉快な妥協、軍人の背信、絶え間なく続く我が国への侮辱の記念碑である。これは我が国の中心部に敵を送り込むトロイアの木馬であり、外国人は戦うためにアメリカ人を惹きつけ、我々は遠い国で死ぬことになる」と語った。1996年、ビル・クリントン大統領のボスニア・ヘルツェゴビナに2万名からなるアメリカ軍を送る決定に反対。バルカン半島で約500年も戦争が続いていることに触れ、アメリカ軍が世界の紛争地の「警察官」になるべきではないと記した。
1994年の議会選挙に先立ち、彼女は世界貿易機関を通してグローバリゼーションを「アメリカの主権、主体、仕事、経済を直接脅かす物である。国際組織の規則に沿うよう自国の法律を変えるべき国はどこでもその主権を犠牲にする」と非難した。
2006年終盤、ジェローム・コーシ、ハワード・フィリップスと共同で欧州連合のように通貨を統一する計画であるアメリカ、メキシコ、カナダの北米連合の見解に反対するウエブサイトを作成。
1961年、彼女は「非武装の田舎の警官が殺人、強盗、レイプを止めることはできても、(銃規制をしては)共産主義の攻撃は止めることができない。」と記した。

### 司法制度
彼女が「司法積極主義」と呼ぶ、特に合衆国最高裁判所などに対し率直に批判。2005年、Judeo-Christian Council for Constitutional Restoration の会議で、連邦議会はアンソニー・ケネディ判事が未成年者への死刑を廃止する判決を下したロパー対サイモンズ事件を非難することに関して話し合うべきであると語り大ニュースとなった。2010年4月、ジョン・ポール・スティーブンスが連邦最高裁判事を退職することを発表した直後、彼女は退役軍人の予約の電話を裁判所に入れた。スティーブンスは退役軍人であり、退職するため、裁判所は「ある退役軍人以外を除外するリスクがある」。

### 大統領選挙

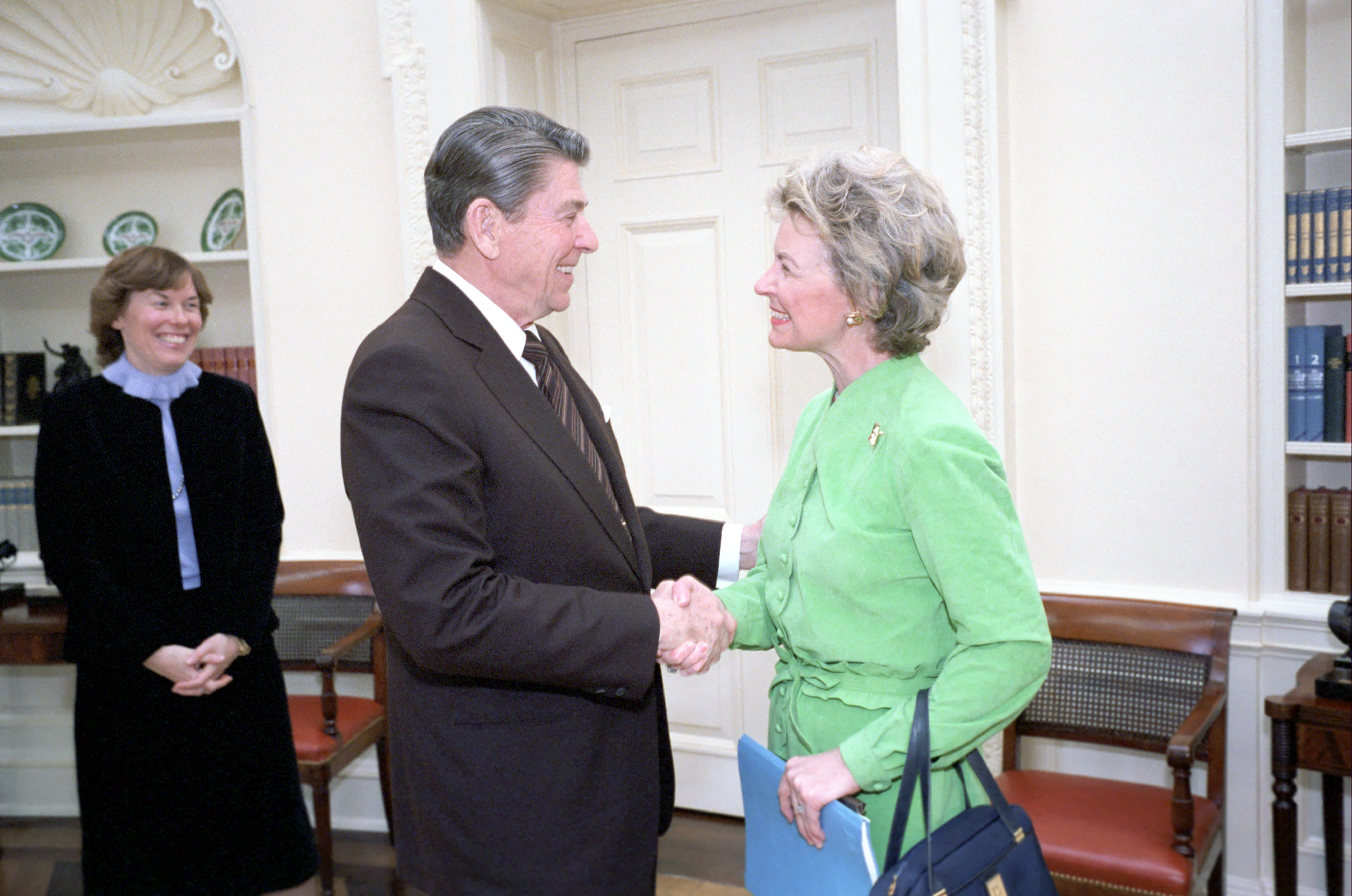
レーガンとシュラフリー

2008年アメリカ合衆国大統領選挙でシュラフリーは共和党候補者を支持しなかったが、彼女いわく「共和党を離脱したアーカンソー州知事であった『最悪な』マイク・ハッカビー」に反対する意見をあからさまに述べた。不法移民に強硬な姿勢をとることで知られるコロラド州下院議員のトム・タンクレードのEagle Forum の司会を担当。大統領選前、バラク・オバマを「口先だけのエリート主義者」と批判。選挙期間中、ジョン・マケインを支持し、インタビューで「私は共和党員なのでマケインを支持します」と語った。ラッシュ・リンボーによるマケイン批判について尋ねられると「いくつか問題点が存在するため、彼には色々教えようとしているところです」と語った。
2011年12月、2012年アメリカ合衆国大統領共和党予備選挙のアイオワ州党員集会で、オバマケア、財政赤字に反対し伝統的価値観をサポートするミシェル・バックマンを支持。
2月3日、ミズーリ州共和党員集会でリック・サントラムに投票する予定だと報じられた。

### 同性結婚
同性結婚およびシビル・ユニオンに反対し「男性と女性の団結による結婚の定義への攻撃は自分達のライフスタイルの社会的認識を求める同性愛者達のロビー活動からきている」と語った。LGBTの平等憲法修正条項と同性結婚の双方は彼女の男女平等憲法修正条項への反対と関連している。

## 名誉学位および反対運動
2008年5月1日、セントルイスのワシントン大学理事会は2008年の卒業式で彼女に名誉学位を授与すると発表。しかしその直後、彼女の反フェミニスト志向を非難し、男女平等無効化に批判する学生や教授から異議を唱えられた。14名の法学部教授は「シュラフリーのキャリアは『政治的目標の追求における反知性主義』として明らかである」と苦情を記した。理事会の名誉学位委員会が満場一致で賛成し、委員会の5名の学生メンバーは、候補者名簿の5名の受賞者に投票しなければならず、最終投票ではシュラフリーを選ぶことは間違いだと感じたと訴えた。『The Nation 』誌のカサ・ポリットはこの決定に批判し、「無数の狂気じみた極右の陰謀理論のプロモーター」で女性の人権の敵であると非難した。
卒業式まであと数日という頃、ワシントン大学総長Mark S. Wrighton は彼女の名誉学位に関する大学理事会の決定について以下のように語った。
| 「 | 名誉学位授与について、大学はシュラフリー氏の見解や意見を承認するものではない。その人生や業績がアメリカの人々に大きな影響を与え、彼らの価値観について彼らの見解を述べ発信し人々のよりよい生活を送る支援をする多くの状況により議論や論争が広く行なわれた大学卒業生と認められるものである。 | 」 |

2008年5月16日の卒業式でシュラフリーは名誉文学博士号を授与された。彼女の名誉学位授与の撤回を求める抗議者は教授や学生から支持されていた。授与式の最中、14,000名の出席者のうち卒業生の3分の1、教授を含む何百名もの人々がシュラフリーへの抗議のために静かに立ち上がり背中を向けた。式の数日前、彼女の名誉学位に反対する学生に対し彼女は「負け犬集団」と呼んだ。またクリス・マシュウズ以外、彼女を含み名誉学位受賞者は誰も式典でスピーチすることはなかった。

## 書籍
育児からフォニックスまで様々な題材で21冊の書籍を発表。Creators Syndicate を通じ週刊新聞にコラムを執筆している。
シュラフリーの出版物には以下のものを含む:
- No Higher Power: Obama's War on Religious Freedom (Regnery Publishing (2012年7月23日) ISBN 978-1621570127
- Judicial Tyranny: The New Kings of America? - contributing author (Amerisearch, 2005年) ISBN 0-9753455-6-7
- The Supremacists: The Tyranny Of Judges And How To Stop It (Spence Publishing Company, 2004年) ISBN 1-890626-55-4
- Feminist Fantasies, foreword by アン・コールター (Spence Publishing Company, 2003年) ISBN 1-890626-46-5
- Turbo Reader (Pere Marquette Press, 2001年) ISBN 0-934640-16-5
- First Reader (Pere Marquette Press, 1994年) ISBN 0-934640-24-6
- Pornography's Victims (Crossway Books, 1987年) ISBN 0-89107-423-6
- Child Abuse in the Classroom (Crossway Books, 1984年) ISBN 0-89107-365-5
- Equal Pay for UNequal Work (Eagle Forum, 1984年) ISBN 99950-3-143-4
- The End of an Era (Regnery Publishing, 1982年) ISBN 0-89526-659-8
- The Power of the Christian Woman (Standard Pub, 1981年) ISBN B0006E4X12
- The Power of the Positive Woman (Crown Pub, 1977年) ISBN 0-87000-373-9
- Ambush at Vladivostok, with Chester Ward (Pere Marquette Press, 1976年) ISBN 0-934640-00-9
- Kissinger on the Couch (Arlington House Publishers, 1974年) ISBN 0-87000-216-3
- Mindszenty the Man (with Josef Vecsey) (Cardinal Mindszenty Foundation, 1972年) ISBN B00005WGD6
- The Betrayers (Pere Marquette Press, 1968年) ISBN B0006CY0CQ
- Safe Not Sorry (Pere Marquette Press, 1967年) ISBN 0-934640-06-8
- Strike From Space: A Megadeath Mystery (Pere Marquette Press, 1965年) ISBN 80-7507-634-6
- Grave Diggers (with Chester Ward) (Pere Marquette Press, 1964年) ISBN 0-934640-03-3
- A Choice Not An Echo (Pere Marquette Press, 1964年) ISBN 0-686-11486-8